# Gremjaschtschi-Klasse
Die Projekt 20385, auch als Gremjaschtschi-Klasse (russisch „Гремящий “) bezeichnet, ist eine Klasse von Mehrzweckkorvetten der Russischen Marine.

## Vorgeschichte
Die Gremjaschtschi-Klasse ist eine Weiterentwicklung der Stereguschtschi-Klasse (Projekt 20380).
Das Schiff wurde für den Schutz der 200-Meilen-Wirtschaftszone entwickelt. Dies umfasst insbesondere die Bekämpfung von Piraterie und Terrorabwehr, Schutz der Handelsschifffahrt, U-Bootabwehr und Flugabwehr.

## Eigenschaften
Bei einer Länge von 106 Meter, einer Breite von 13 Metern und einem Tiefgang von 5 Metern verdrängen die Schiffe der Stereguschtschi-Klasse etwa 2200 Tonnen. Der Stahlrumpf ist in neun Abteilungen unterteilt, die zugleich als Schiffssicherungszonen ausgelegt sind. Beim Bau kamen Stealth-Technologien zur Anwendung. Dies ist deutlich an den großen, flachen und winkelig angeordneten Flächen bei Rumpf und Aufbauten zu erkennen. Außerdem sind die Waffen und Sensoren stealthgerecht verkleidet. Eine radarabsorbierende Beschichtung der in Kompositbauweise hergestellten Aufbauten sorgt zusätzlich für eine geringere Radarrückstrahlung. Auch im Magnet-, Infrarot- und Akustikbereich sind Signaturreduzierungen verwirklicht worden.
Die Gremjaschtschi-Klasse ist für eine Dienstdauer von 30 Jahren ausgelegt. Der Hangar und das Flugdeck sind für die Mitnahme und den Betrieb eines Hubschraubers der 12-Tonnen-Klasse konzipiert. Die Einsatzdauer wird mit 15 Tagen angegeben. Die Besatzungsstärke inklusive des fliegenden Personals beträgt etwa 100 Personen.

## Technik

### Antrieb
Vier russische Schiffsdiesel 16D49 von Kolomenskij Sawod mit einer Gesamtleistung von 17,6 MW bilden die CODAD-Antriebsanlage (Combined Diesel and Diesel). Über zwei Schrauben mit Verstellpropeller erreichen die Korvetten eine Höchstgeschwindigkeit von 27 Knoten. Bei wirtschaftlicher Fahrstufe von 14 Knoten beträgt die Einsatzreichweite der Stereguschtschi-Klasse 4000 Seemeilen.

### Bewaffnung
Die Schiffsabwehrbewaffnung besteht aus einem Achtfachstarter UKSK VLS, der die Seezielflugkörper BrahMos-, P-800- und Klub-Lenkwaffen in beliebiger Variation aufnehmen kann. Auf der Back ist ein Geschütz A-190E, Kaliber 100 Millimeter, mit stealthgerechter Verkleidung, vorhanden. Es kann zur Bekämpfung von See-, Luft- und Landzielen eingesetzt werden. Die Reichweite wird mit 21 Kilometern und die Kadenz mit 80 Schuss pro Minute angegeben.
Zur U-Bootabwehr ist das Torpedo-System „Paket-NK“, bestehend aus acht 324-mm-Rohren, vorhanden. Es ist in der Lage, zwei unterschiedliche Torpedotypen mitzuführen, womit sowohl feindliche U-Boote als auch Torpedos bekämpft werden können. Der mitgeführte Bordhubschrauber Kamow Ka-27PL ist eine weitere Komponente der U-Bootabwehr.
Zur Flugabwehr ist das Schiff mit dem Flugabwehrraketensystem 3K96 Poliment-Redut an die Seiten des Hubschrauberlandeplatzes im Heck des Schiffes ausgerüstet. Es enthält ein VLS mit 16 Zellen, welche mit 9M96-Lenkwaffen mit 40–120 km Reichweite oder Quad-Packs mit den für den im Nahbereich einsetzbaren 9M100-Lenkwaffen ausgerüstet werden können.
Zur Selbstverteidigung ist das Schiff mit dem elektronischen Kriegsführungssystem TK-25-5 und mit vier PK-10-Anlagen für Gegenmaßnahmen ausgestattet.

### Sensoren
Ein 3D-Luftraumüberwachungsradar Furke-2 ist in dem Radom des vorderen Mastes eingebaut. Darunter befindet sich das Seeraumüberwachungsradar, das durch die Mastverkleidung optisch nicht zu erkennen ist. Die Feuerleitung der Flugabwehr erfolgt durch das Radar Monument und das Feuerleitradar 5P10E Puma-E.
Zur Sonarausrüstung gehören ein Bugsonar Zarja-ME mit 19 Kilometer Reichweite und ein tieffrequentes Schleppsonar Typ Winejtka-EM. Im Passivbetrieb hat es eine Auffassungsreichweite von 15 bis 20 km und aktiv eingesetzt von 40 bis 60 km.

## Einheiten
Gemäß einem 2011 mit dem russischen Verteidigungsministerium abgeschlossenen Zusatzvertrag sollten bis 2020 acht Korvetten des Projekts 20385 auf der Sewernaja-Werft gebaut werden. Der Wunsch nach einer weiteren Verbesserung des Projekts und die weit verbreitete Verwendung importierter Komponenten, einschließlich deutscher MTU-Dieselmotoren, die seit 2014 aufgrund von Sanktionsbeschränkungen durch díe Annexion der Krim blockiert sind, führten jedoch zu der Entscheidung der russischen Marine, die Serie auf nur zwei Schiffe zu beschränken.
Im Dezember 2021 wurde bekannt gegeben, dass auf der Amur-Werft vier neue Korvetten dieser Klasse für die Pazifikflotte gebaut werden sollen, die zwischen 2024 und 2028 in Dienst gestellt werden sollen.
| Kennung | Name           | Werft       | Kiellegung      | Stapellauf     | Indienststellung  | Zugehörigkeit | Sonstiges                                                                                               |
| ------- | -------------- | ----------- | --------------- | -------------- | ----------------- | ------------- | --- |
| 337     | Gremjaschtschi | Sewernaja   | 1. Februar 2012 | 30. Juni 2017  | 29. Dezember 2020 | Pazifikflotte | |
|         | Proworny       | Sewernaja   | 25. Juli 2013   | September 2019 | geplant für 2024  | Pazifikflotte | im Bau, ursprünglich für 2019 geplant allerdings durch ein Feuer am 17. Dezember 2021 massiv beschädigt |
|         | Buiny          | Amurski SSZ | 23. August 2021 |                |                   | Pazifikflotte | im Bau                                                                                                  |
|         | Razumny        | Amurski SSZ | 12. Juni 2022   |                |                   | Pazifikflotte | im Bau                                                                                                  |
|         | Bystryi        | Amurski SSZ | 4. Juli 2022    |                |                   | Pazifikflotte | im Bau                                                                                                  |
|         | Retivy         | Amurski SSZ | 9. Juni 2023    |                |                   | Pazifikflotte | im Bau                                                                                                  |